# Hilario Gaiztarro Eceiza
Hilario Gaiztarro Eceiza (Anoeta, 1858-San Sebastián, 1909) fue un médico cirujano español pionero de la especialidad de cirugía en Guipúzcoa, creador del servicio de cirugía del Hospital Civil San Antonio Abad de San Sebastián e introductor de técnicas de cirugía digestiva en España.

## Biografía y trayectoria profesional
Nació en Anoeta, provincia de Guipúzcoa en 1858. Cursó la licenciatura de medicina en la Universidad de Zaragoza. En 1885 inició su actividad profesional con el ejercicio rural en el municipio de Ataun. En 1889 Se doctoró en Medicina con el tema "Estudio de los mercuriales" en la Universidad de Madrid.
Posteriormente se trasladó a Paris donde se especializó en Cirugía con el Dr Pean.
En 1893 se incorporó al Hospital civil San Antonio Abad como Jefe de la Sala de la Sección de Cirugía con un convenio que le permitía utilizar las instalaciones para su consulta privada.
En 1906 fundó la clínica privada de San Ignacio con los doctores Oreja, Castañeda, Antin y Vidaur. Fue la primera clínica de estas características en la ciudad y fue inaugurada por los reyes de España Alfonso XIII y  Victoria Eugenia. Algunos miembros de la familia real requirieron sus servicios profesionales.
El Dr Gaiztarro representó la primera generación en Guipúzcoa de médicos especialistas de cirugía en detrimento de los cirujanos que ejercían hasta entonces que no eran médicos. Introdujo nuevas técnicas de cirugía digestiva que continuó desarrollando su amigo el Dr Luis Urrutia.
Falleció prematuramente en 1909 por una enfermedad oncológica.